# Джим Гай Такер
Джеймс «Джим» Гай Такер-молодший (англ. Jim Guy Tucker; 12 червня 1943 — 13 лютого 2025) — американський політичний діяч, юрист, член Демократичної партії. Обіймав посаду губернатора штату Арканзас з 1992 по 1996 рік.
Такер був змушений піти у відставку з поста губернатора в липні 1996 року, після засудження за шахрайство. Страждав на хворобу печінки, переніс операцію з пересадки печінки в клініці Мейо.
Після відходу з політики Такер живе постійно в Літл-Рок, одружений з Бетті Такер.